# Crisilla semistriata
Alvania semistriata
Espèce
Synonymes
- Turbo semistriatus Montagu, 1808[1]

Crisilla semistriata est une espèce de mollusques gastéropodes marins de la famille des Rissoidae. Elle est également connue sous le synonyme de Alvania semistriata.

## Description
La coquille, haute de 3 mm et large de 1,5 mm, est constituée de cinq ou six spires légèrement renflées, ornées de fines crêtes longitudinales (disposées dans le sens de l'enroulement) au nombre d'environ 24 sur le dernier tour.
Le dernier tour occupe à peu près les deux tiers de la hauteur de la coquille,.
Sa couleur est jaunâtre, sur laquelle tranche, plus ou moins nettement, sur le dernier tour, deux rangées de virgules rouge-brun.

## Biologie
Crisilla semistriata vit dans la partie basse des estrans rocheux revêtus d'algues. L'espèce est plus ou moins grégaire et des groupes d'individus peuvent s'observer à la base des touffes d'algues et sous les pierres. Elle affectionne les lieux légèrement envasés et serait détritivore.

## Distribution
Présente en Méditerranée, notamment sur le littoral nord, de l'Espagne à la Turquie. En Atlantique, l'espèce se trouve du Maroc aux côtes de la Norvège. En mer du Nord elle est signalée en Belgique et aux Pays-Bas

## Galerie

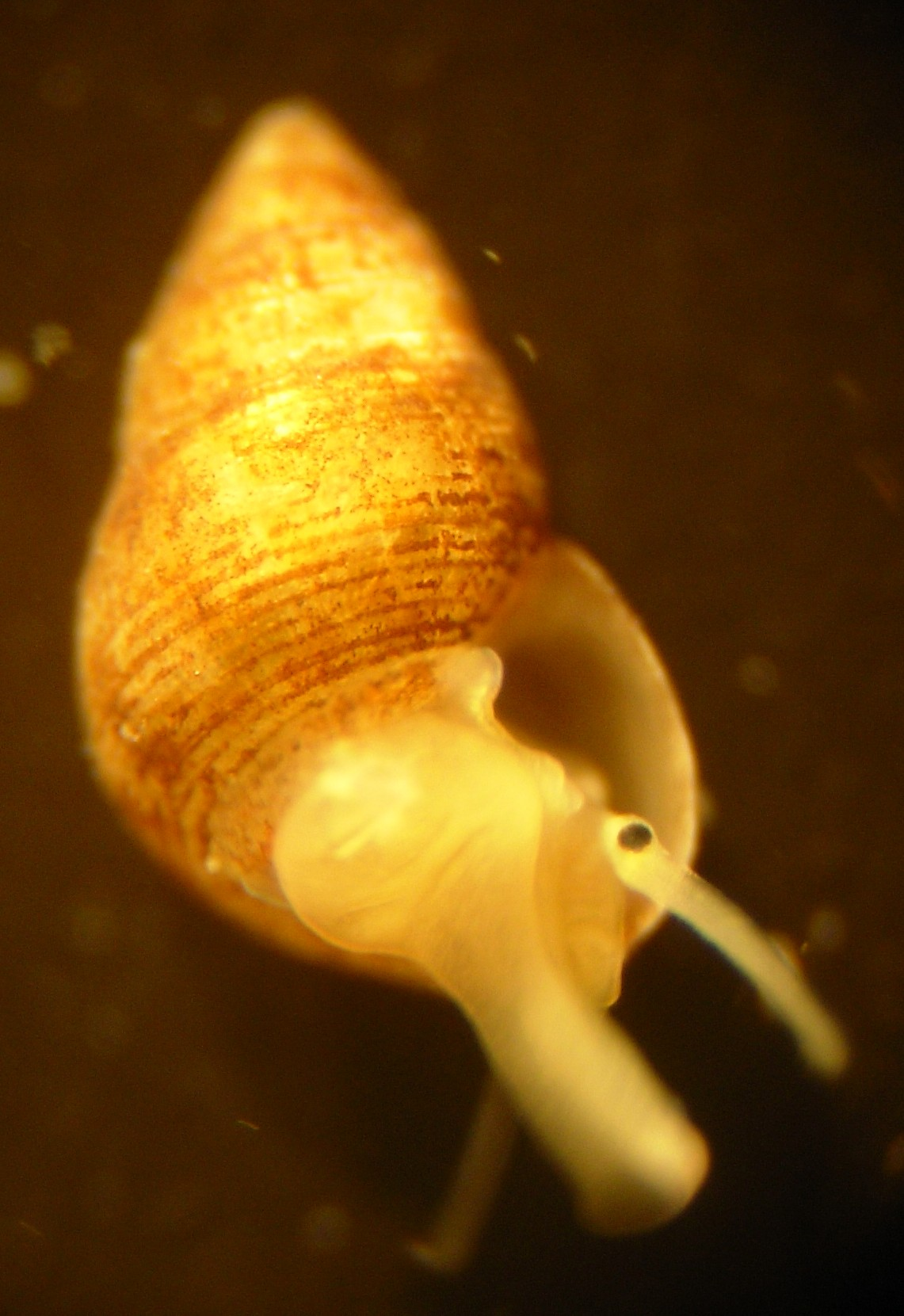
Crisilla semistriata. Dernier tour et animal sortant de sa coquille.

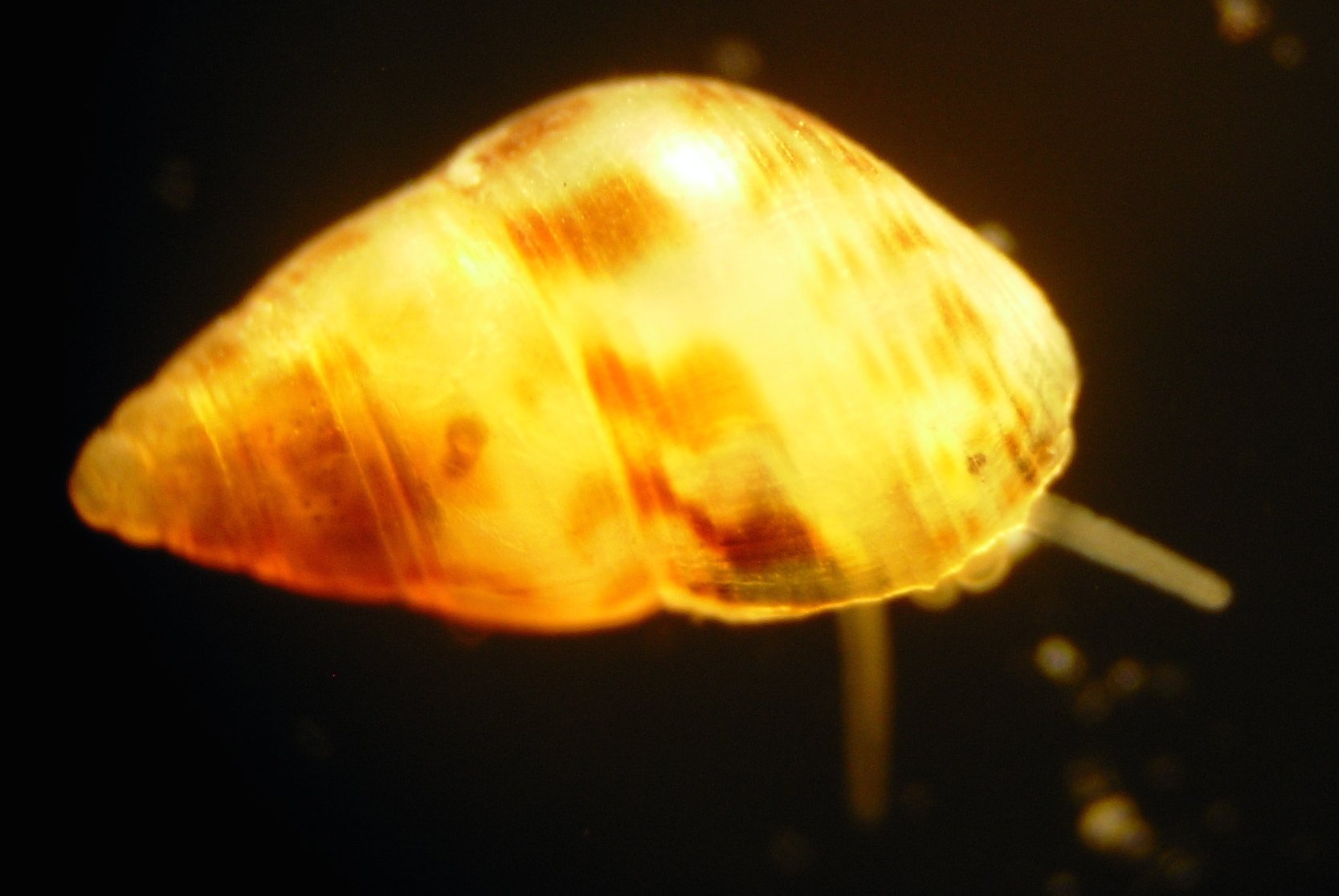
Crisilla semistriata. Animal rampant.